# Elisabeth Dons Christensen
 Ikke at forveksle med Elisabeth Dons.
Elisabeth Dons Christensen (født 14. maj 1944 i Vester Ørum) er en dansk cand.theol. der i perioden 2003 til 2014 var biskop over Ribe Stift. Hun var gift med en nevø af den tidligere biskop i samme stift, Henrik Dons Christensen. 

## Karriere
Inden præstegerningen blev hun i 1973 uddannet cand.mag. i historie og kristendomskundskab. Fra 1985 indtil 1996 fungerede hun som hjælpepræst ved Ribe Domkirke. Dons Christensen blev færdiguddannet som cand.theol. i 1993. Hun blev i 1997 præst ved Søllerød Kirke. 
Fra 2003 var hun biskop over Ribe Stift, indtil sin fratræden på grund af aldersregler den 1. juni 2014.
Udnævnt som formand for Værdikommisionen af kulturminister Per Stig Møller den 11. februar 2011.